# Revista Societății Tinerimea Română

Revista Societății Tinerimea Română, an V, nr.9-10, Mai-Iunie 1924, 80 p.

Revista Societății Tinerimea Română (în ortografia vremii Revista Societăței Tinerimea Română), a apărut în perioada 1882-1942 ca organ al Societății Tinerimea Română, fiind tipărită la Tipografia "Viața Literară".
Unul dintre conducătorii revistei a fost ilustrul profesor, Vasile Pârvan, fost premiant al societății. O perioadă, director al revistei a fost Dimitrie D. Pompeiu.

## Periodicitate
Între 1882-1898, revista a apărut lunar, apoi, în perioada 1898-1902, au apărut câte 6 numere pe an, în două volume.
În luna mai 1893 a fost suprimat cuvântul „societăței”, revista apărând cu titlul Revista Tinerimea Română.
De la 1 iunie 1898, a apărut o serie nouă a revistei, la titlul Revista Tinerimea Română adăugându-se subtitlul „publicațiune a societăței sciințifice literare”.